# Harmony (Never Shout Never)
Harmony è il secondo album del gruppo musicale statunitense Never Shout Never, pubblicato il 24 agosto 2010.

## Tracce
1. Harmony – 2:50
2. This Shit Getz Old – 2:31
3. CheaterCheaterBestFriendEater – 3:00
4. Lovesick – 2:36
5. Piggy Bank – 1:34
6. I Love You More Than You Will Ever Know – 2:33
7. First Dance – 2:09
8. Lousy Truth – 2:26
9. Trampoline – 2:24
10. Sweet Perfection – 2:18
11. Sellout – 2:48

### Tracce bonus
- Damn Dog (Live)
- Love Is Our Weapon (Live)
- Hippopotamus Heartbreak